# Sosatie

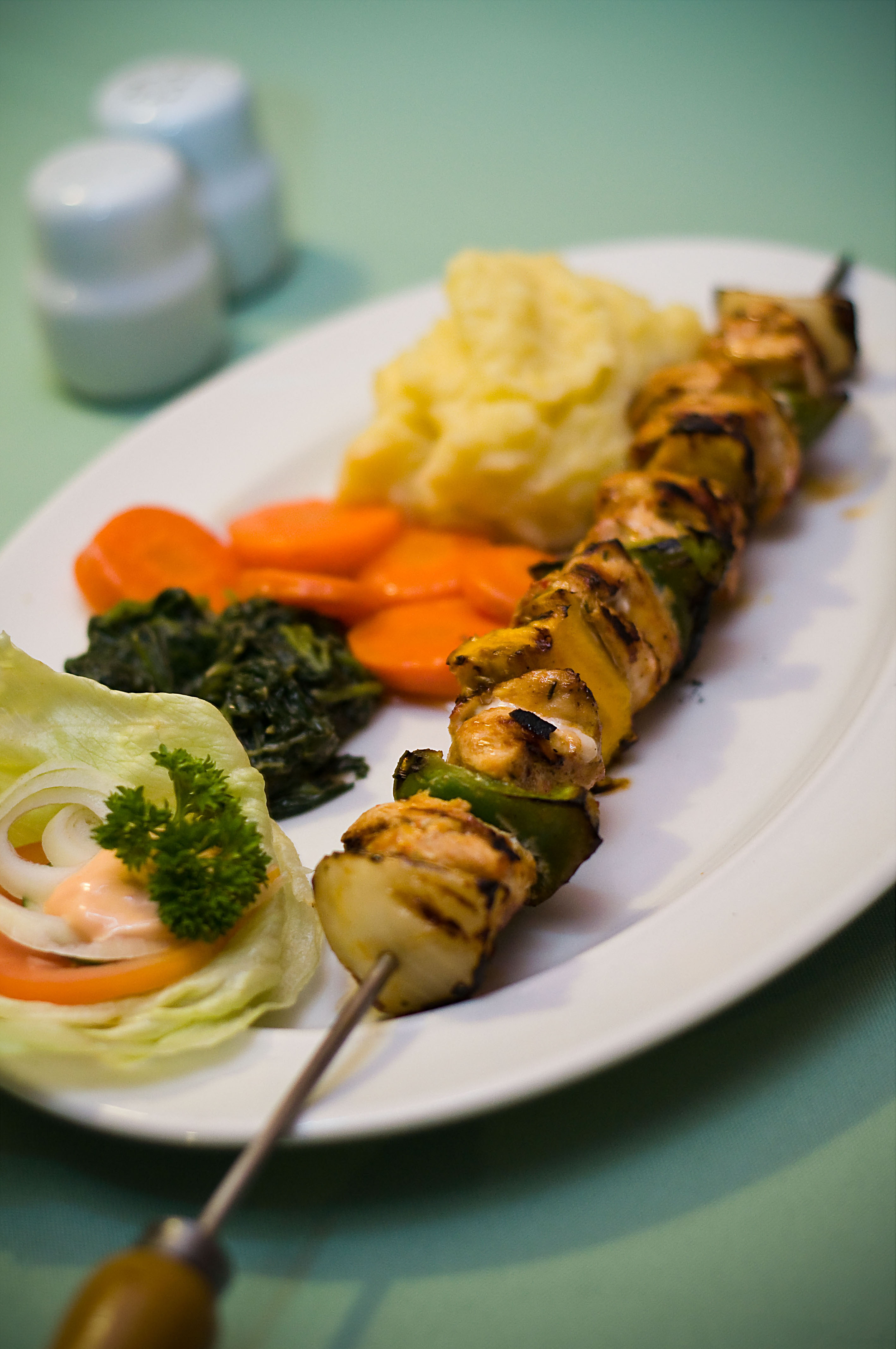
Sosatie de poulet.

Le sosatie est un plat sud-africain traditionnel à base de viande d'agneau ou de mouton cuisiné en brochettes. Le terme provient de sate (« viande embrochée ») et saus (« sauce épicée ») des Malais du Cap.

## Composition
Les morceaux de mouton sont mis à mariner avec des oignons, des piments, de l'ail, des feuilles de curry et du jus de tamarin. La viande est alors mise sur des brochettes et grillée sur un braai (barbecue).